# Mani Sapol
Mani Sapol, né le 5 juin 1991, est un footballeur international togolais qui joue au poste de milieu offensif.
Mani a été élu par le magazine anglais World Soccer comme l'un des plus talentueux jeunes joueurs dans le monde.

## Biographie
Il joue son premier match en équipe du Togo le 21 novembre 2007, en amical contre les Émirats arabes unis (victoire 0-5). A cette occasion, il inscrit son premier but en sélection.
Il marque son deuxième but avec le Togo le 1er juillet 2020, contre le Tchad (score : 2-2). Il inscrit son troisième but le 10 octobre 2020, contre la Tunisie (défaite 1-2). Ces deux rencontres rentrent dans le cadre des éliminatoires de la CAN 2012.
En janvier 2013, il participe à la phase finale de la Coupe d'Afrique des nations organisée au Gabon et en Guinée équatoriale. Lors de cette compétition, il ne joue qu'un seul match, face à l'Algérie (victoire 0-2).
La saison 2020 - 2021 marque la fin de la carrière de Mani Sapol

## Palmarès
- Champion de Libye en 2008, 2009 et 2010 avec Al Ittihad Tripoli
- Vainqueur de la Coupe de Libye en 2009 avec Al Ittihad Tripoli
- Vainqueur de la Supercoupe de Libye en 2008, 2009 et 2010 avec Al Ittihad Tripoli
- Champion du Togo en 2006 avec le Maranatha FC
- Trophée 2008 du meilleur joueur togolais en Afrique
- Trophée 2008 du meilleur jeune joueur de Libye
- Trophée 2007 du meilleur jeune joueur du Togo
- Nommé parmi les 50 meilleurs jeunes espoirs du monde par le magazine World Soccer en 2008

## Compétitions disputées
- Coupe du monde des moins de 17 ans 2007 (3 matches - 1 but)
- Ligue des champions de la CAF - éditions 2006 & 2007 (9 matches - 4 but)
- Ligue des champions arabes - édition 2008-2009